# Al-Baida-moskee
De Al-Baida-moskee (ook wel Alqueria de los Rosales-moskee genoemd) is een moskee in Puebla de Don Fadrique, een dorp in het zuidoosten van Spanje. De moskee is gebouwd met financiële steun uit de Verenigde Arabische Emiraten en werd in 2001 geopend. 
De moskee is gebouwd in traditionele Moors-Andalusische stijl en heeft één minaret.